# Hultrop
Hultrop – dzielnica (Ortsteil) wiejskiej gminy Lippetal w powiecie Soest, w kraju związkowym Nadrenia Północna-Westfalia, w rejencji Arnsberg.

## Demografia
Według danych z marca 2023 roku w Hultrop mieszkało 471 mieszkańców. Według danych z marca 2025 roku liczba mieszkańców Hultrop wzrosła do 483. 243 mieszkańców to mężczyźni, a 240 to kobiety.

## Geografia

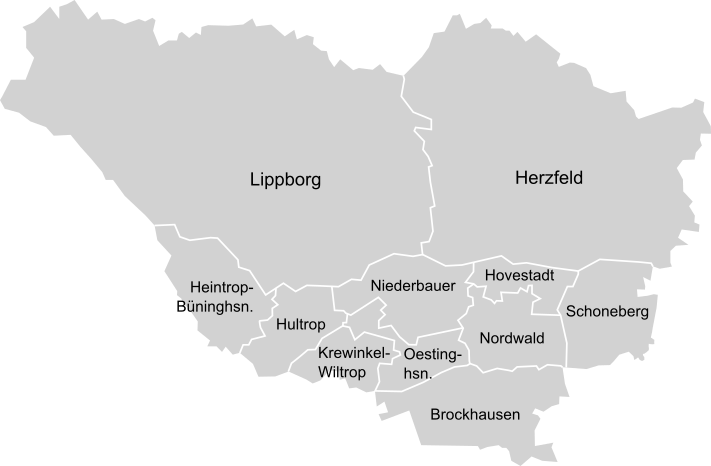
Dzielnice Lippetal

Hultrop położona jest w południowo-zachodniej części Lippetal i graniczy z pięcioma innymi dzielnicami: Lippborg, Niederbauer, Oestinghausen, Krewinkel-Wiltrop i Heintrop-Büninghausen.

## Historia
W Hultrop istniały łącznie trzy kościoły. Pierwsza wzmianka o najstarszym z tych kościołów pochodzi z 1487 roku, nie ma jednak żadnych wzmianek o jego rozmiarze i wyglądzie. Drugi kościół został wybudowany w 1719 roku, jednak z powodu wilgoci, małego rozmiaru i zapadającego się dachu, kościół został zburzony w 1963 roku. Obecny kościół nazywa się "St.-Barbara-Kirche" i pierwsza msza święta odbyła się w nim 23 grudnia 1964 roku.

### Reorganizacja gmin
W ramach reorganizacji gmin 1 lipca 1969 roku Hultrop wraz z 11 innymi miejscowościami stało się częścią nowej gminy Lippetal.